# Cadarcet
Cadarcet ist eine französische Gemeinde mit 214 Einwohnern (Stand: 1. Januar 2022) im Département Ariège in der Region Okzitanien (bis 2015: Midi-Pyrénées). Die Gemeinde gehört zum Arrondissement Saint-Girons, zum Kanton Couserans Est und zum 2016 gegründeten Gemeindeverband Couserans-Pyrénées. Die Bewohner nennen sich Cadarcetois. 

## Geografie
Cadarcet liegt etwa zehn Kilometer nordwestlich von Foix im Regionalen Naturpark Pyrénées Ariégeoises. Umgeben wird Cadarcet von den Nachbargemeinden Aigues-Juntes im Nordwesten und Norden, Baulou im Norden und Osten, Saint-Martin-de-Caralp im Osten und Südosten, Serres-sur-Arget im Süden, Alzen im Südwesten, Montels im Westen sowie La Bastide-de-Sérou im Westen und Nordwesten.

## Bevölkerungsentwicklung
| Jahr      | 1962 | 1968 | 1975 | 1982 | 1990 | 1999 | 2009 | 2019 |
| Einwohner | 256  | 220  | 197  | 197  | 167  | 215  | 234  | 223  |

## Sehenswürdigkeiten
- Himmelfahrts-Kirche